# Ида Прести
И́да Пре́сти (фр. Ida Presti, настоящее имя Иветта Монтаньон — Yvette Montagnon; 31 мая 1924, Сюрен, близ Парижа — 24 апреля 1967, Рочестер) — французская классическая гитаристка.

## Биография
Первые уроки музыки преподал ей отец, пианист Клод Монтаньон. В шесть лет начала заниматься на гитаре, причём её учителем вновь оказался отец, который не был гитаристом, но владел основными приёмами игры на инструменте, и остался единственным в её жизни преподавателем. Выступать на публике начала с восьми лет, два года спустя впервые сыграла концерт в Париже (уже под именем Иды Прести), записывалась с четырнадцати, и вскоре заявила о себе как о выдающемся таланте. На фестивалях, посвящённых Гектору Берлиозу и Никколо Паганини ей было позволено играть на гитарах, принадлежавших этим композиторам. После Второй мировой войны возобновила карьеру, дав, в частности, французскую премьеру «Аранхуэсского концерта» Хоакина Родриго в 1948 году. В 1952 Прести вышла замуж за гитариста Александра Лагойю и в дальнейшем выступала только в дуэте с ним. Прести и Лагойя гастролировали по всему миру и пользовались огромной популярностью, в середине 1960-х посетили с концертами СССР.
Жизнь Прести оборвалась в 1967 году: во время одного из концертных турне по США она была госпитализирована в больницу, где умерла от разрыва аневризмы и внутреннего кровоизлияния.

## Творчество
Прести называют одной из лучших гитаристок XX века. Её игру отличали инстинктивная музыкальность, непревзойдённая красота звука, оригинальная и нестандартная техника. Дуэту Прести — Лагойя посвящён ряд сочинений композиторов-современников, в том числе уникальный в своём роде цикл из 24 прелюдий и фуг «Хорошо темперированные гитары» Марио Кастельнуово-Тедеско. В репертуар Прести входили также классические и романтические произведения, а также переложения лютневых произведений эпохи барокко. Большое количество записей Прести доступно на компакт-дисках.